# فرودگاه رجو کالابریا
فرودگاه رجو کالابریا (به ایتالیایی: Reggio Calabria Airport) (به زبان بومی: Aeroporto di Reggio Calabria) یک فرودگاه همگانی و نظامی مسافربری با کد یاتا REG است که یک باند فرود آسفالت دارد و طول باند آن ۱۹۹۶ متر است. این فرودگاه در شهر رجو کالابریا کشور ایتالیا قرار دارد و در ارتفاع ۲۹٫۲۶ متری از سطح دریا واقع شده است.

## شرکت‌های هواپیمایی و مقصدهای پروازی
| شرکت‌های هواپیمایی                                     | مقصدهای پروازی                                                               |
| ----------------------------------------------------- | ---------------------------------------------------------------------------- |
| آلیتالیا                                              | لینیت، لئوناردو دا وینچی-فیومیچینو                                           |
| بلو پاناروما ایرلاینز اجرا توسط بلو پاناروما ایرلاینز | لینیت، لئوناردو دا وینچی-فیومیچینو فصلی: تورین کاسله (آغاز از ۲۰ ژوئیه ۲۰۱۷) |